# Serie de Taylor

A medida que aumenta el grado del polinomio de Maclaurin, se aproxima a la función. Se ilustran las aproximaciones de Maclaurin a sen(x), centradas en 0, de grados 1, 3, 5, 7, 9, 11 y 13.

En matemática, una serie de Taylor es una aproximación de funciones mediante una serie de potencias o suma de potencias enteras de polinomios como {\displaystyle (x-a)^{n}} llamados términos de la serie, dicha suma se calcula a partir de las derivadas de la función para un determinado valor o punto {\displaystyle a} suficientemente derivable sobre la función y un entorno sobre el cual converja la serie. A la serie centrada sobre el punto cero, es decir, cuando {\displaystyle a=0}, se le denomina también serie de Maclaurin.
Esta aproximación tiene tres ventajas importantes:
- La derivación e integración de una de estas series se puede realizar término a término, que resultan operaciones triviales;
- se puede utilizar para calcular valores aproximados de funciones;
- es posible calcular la optimidad de la aproximación.

Algunas funciones no se pueden escribir como serie de Taylor porque tienen alguna singularidad. En estos casos normalmente se puede conseguir un desarrollo en serie utilizando potencias negativas de {\displaystyle x} (véase Serie de Laurent). Por ejemplo {\displaystyle f(x)=\exp(-1/x^{2})} se puede desarrollar como serie de Laurent. La serie Taylor debe su nombre a Brook Taylor, que las introdujo en 1715.

## Definición
La serie de Taylor de una función real o compleja {\displaystyle f(x)} infinitamente diferenciable en el entorno de un número real o complejo a es la siguiente serie de potencias:

La gráfica de la función exponencial (en azul), y la suma de los primeros n+1 términos de su serie de Taylor en torno a cero (en rojo)

{\displaystyle f(a)+{\frac {f'(a)}{1!}}(x-a)+{\frac {f''(a)}{2!}}(x-a)^{2}+{\frac {f^{(3)}(a)}{3!}}(x-a)^{3}+\cdots +{\frac {f^{(n)}(a)}{n!}}(x-a)^{n}+\cdots }
donde {\displaystyle n!} denota el factorial de {\displaystyle n}. Utilizando la notación sigma, lo anterior puede ser escrito de manera compacta como
{\displaystyle \sum _{n=0}^{\infty }{\frac {f^{(n)}(a)}{n!}}(x-a)^{n}}
donde {\displaystyle f^{(n)}(a)} denota la {\displaystyle n}-ésima derivada de {\displaystyle f} evaluada en el punto {\displaystyle a}. (La derivada de orden cero de {\displaystyle f} es definida como la propia {\displaystyle f} y tanto {\displaystyle (x-a)^{0}} como {\displaystyle 0!} son ambos definidos como {\displaystyle 1}.)
En particular, cuando {\displaystyle a=0}, la serie es denominada: serie de Maclaurin.
Cabe destacar que en una serie de Taylor de potencias centrada en {\displaystyle a} de la forma {\textstyle \sum a_{n}(x-a)^{n}} siempre se puede hacer el cambio de variable {\displaystyle z=x-a} (con lo que {\displaystyle x=z+a} en la función a desarrollar original) para expresarla como {\textstyle \sum a_{n}z^{n}} centrada en 0. Luego hay que deshacer el cambio de variable. Por ejemplo, si se quiere desarrollar la función {\displaystyle f(x)=x\ln x} alrededor de a = 1 se puede tomar {\displaystyle z=x-1}, de manera que se desarrollaría {\displaystyle f(z+1)=(z+1)\ln(z+1)} centrada en 0.

## Ejemplos
La serie de Taylor de un polinomio es el propio polinomio.
La serie de Maclaurin para {\textstyle {\frac {1}{1-x}}} es la serie geométrica
{\displaystyle \sum _{n=0}^{\infty }x^{n}=1+x+x^{2}+x^{3}+\cdots }
por lo que la serie de Taylor para {\textstyle {\frac {1}{x}}} en {\displaystyle a=1} es
{\displaystyle 1-(x-1)+(x-1)^{2}-(x-1)^{3}+\cdots }
Integrando la serie de Maclaurin de arriba, obtenemos la serie de Maclaurin de {\displaystyle \ln(1-x)}, donde {\displaystyle \ln } denota el logaritmo natural
{\displaystyle -x-{\frac {1}{2}}x^{2}-{\frac {1}{3}}x^{3}-{\frac {1}{4}}x^{4}-\cdots }
más general, la serie de Taylor para {\displaystyle \ln(x)} en un punto arbitrario {\displaystyle a\neq 0} es
{\displaystyle (x-1)-{\frac {1}{2}}(x-1)^{2}+{\frac {1}{3}}(x-1)^{3}-{\frac {1}{4}}(x-1)^{4}-\cdots }
La serie de Maclaurin de la función exponencial {\displaystyle e^{x}} es 
{\displaystyle {\begin{aligned}\sum _{n=0}^{\infty }{\frac {x^{n}}{n!}}&={\frac {x^{0}}{0!}}+{\frac {x^{1}}{1!}}+{\frac {x^{2}}{2!}}+{\frac {x^{3}}{3!}}+{\frac {x^{4}}{4!}}+{\frac {x^{5}}{5!}}+\cdots \\&=1+x+{\frac {x^{2}}{2}}+{\frac {x^{3}}{6}}+{\frac {x^{4}}{24}}+{\frac {x^{5}}{120}}+\cdots \end{aligned}}}

## Historia
El filósofo eleata Zenón de Elea consideró el problema de sumar una serie infinita para lograr un resultado finito, pero lo descartó por considerarlo imposible:  el resultado fueron las paradojas de Zenón. Posteriormente, Aristóteles propuso una resolución filosófica a la paradoja, pero el contenido matemático de esta no quedó resuelto hasta que lo retomaron Demócrito y después Arquímedes. Fue a través del método exhaustivo de Arquímedes que un número infinito de subdivisiones geométricas progresivas podían alcanzar un resultado trigonométrico finito. Independientemente, Liu Hui utilizó un método similar cientos de años después.
En el siglo XIV, los primeros ejemplos del uso de series de Taylor y métodos similares fueron dados por Madhava de Sangamagrama. A pesar de que hoy en día ningún registro de su trabajo ha sobrevivido a los años, escritos de matemáticos hindúes posteriores de la escuela de Kerala de astronomía y matemáticas sugieren que él encontró un número de casos especiales de la serie de Taylor, incluidos aquellos para las funciones trigonométricas del seno, coseno, tangente y arcotangente (véase las Series de Madhava).
En el siglo XVII, James Gregory también trabajó en esta área y publicó varias series de Maclaurin. Pero en 1715 se presentó una forma general para construir estas series para todas las funciones para las que existe y fue presentado por Brook Taylor, de quien recibe su nombre.
Las series de Maclaurin fueron nombradas así por Colin Maclaurin, un profesor de Edimburgo, quien publicó el caso especial de las series de Taylor en el siglo XVIII.

## Función analítica
Si {\displaystyle f(x)} está dada por una serie de potencias convergente en un disco abierto (o intervalo en la recta real) centrada en {\displaystyle b} en el plano complejo entonces se dice que es analítica en el disco, por lo que para {\displaystyle x} en este disco, {\displaystyle f} está dada por la serie de potencia convergente
{\displaystyle f(x)=\sum _{n=0}^{\infty }a_{n}(x-b)^{n}}
derivando con respecto a {\displaystyle x} la fórmula anterior {\displaystyle n} veces y evaluando {\displaystyle x=b} obtenemos 
{\displaystyle {\frac {f^{(n)}(b)}{n!}}=a_{n}}
y en tal caso, la expansión en series de potencia coincide con la serie de Taylor. Por lo tanto, una función es analítica en un disco abierto centrado en {\displaystyle b} si y sólo si su serie de Taylor converge al valor de la función en cada punto en el disco.
Si {\displaystyle f(x)} es igual a la suma de su serie de Taylor para toda {\displaystyle x} en el plano complejo entonces {\displaystyle f} es llamada entera. Los polinomios, la función exponencial {\displaystyle e^{x}} y las funciones trigonométrica seno y coseno, son ejemplos de funciones enteras. Ejemplos de funciones que no son enteras son el logaritmo, la función trigonométrica tangente y su inversa, arcotangente; para estas funciones la serie de Taylor no converge si {\displaystyle x} está alejado de {\displaystyle b}, esto es, la serie de Taylor diverge para {\displaystyle x} si la distancia entre {\displaystyle x} y {\displaystyle b} es mayor que el radio de convergencia. La serie de Taylor puede ser usada para calcular el valor de una función entera en cada punto si el valor de la función y todas sus derivadas son conocidas en cada punto.

## Lista de Series de Maclaurin de algunas funciones comunes

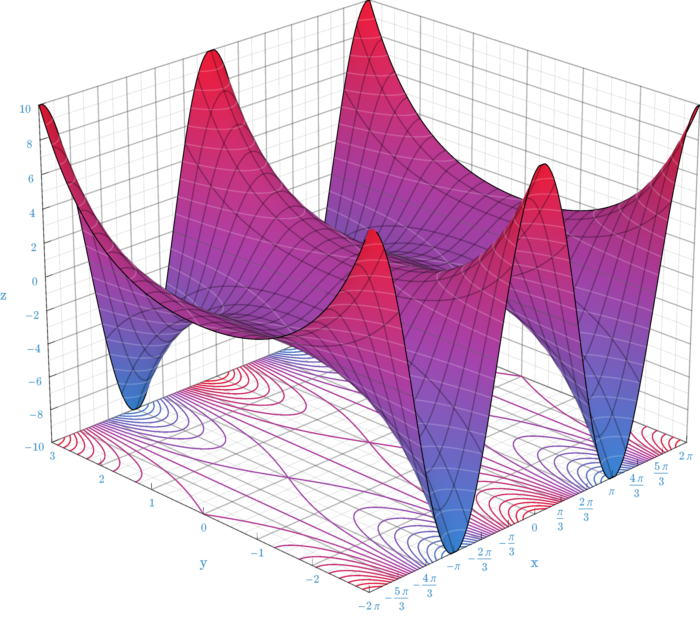
La función coseno

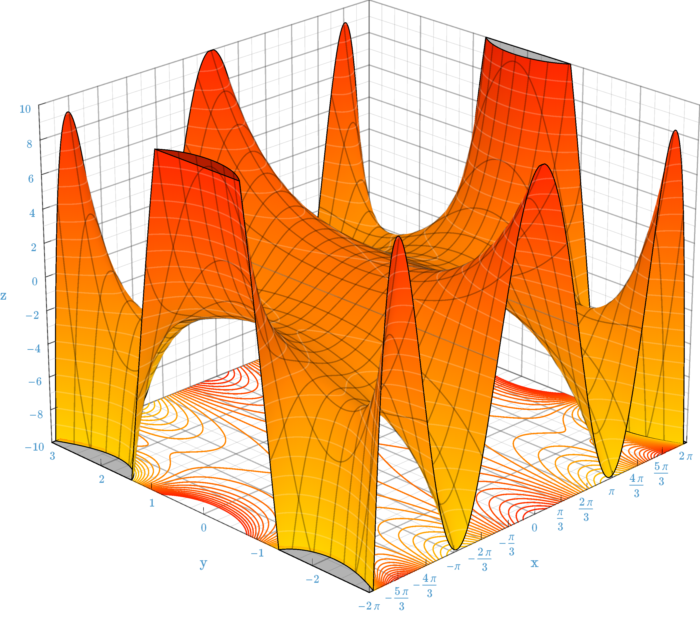
Una aproximación de octavo orden de la función coseno en el plano de los complejos

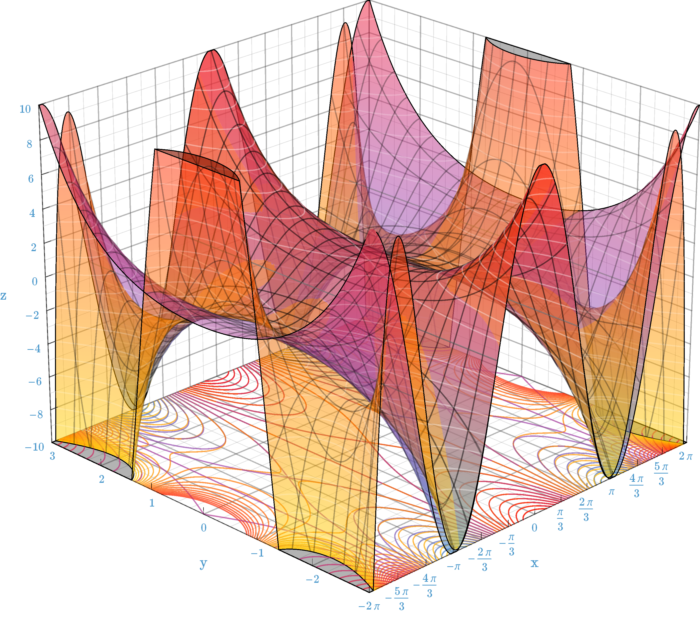
Las dos imágenes superiores unidas

A continuación se enumeran algunas series de Maclaurin de funciones básicas. Todos los desarrollos son también válidos para valores complejos de {\displaystyle x}.

### Función exponencial
La función exponencial {\displaystyle e^{x}} tiene como serie de Maclaurin
{\displaystyle e^{x}=\sum _{n=0}^{\infty }{\frac {x^{n}}{n!}}=1+x+{\frac {x^{2}}{2!}}+{\frac {x^{3}}{3!}}+\cdots }
y converge para toda {\displaystyle x}.

### Logaritmo natural
El logaritmo natural (en base {\displaystyle e}) tiene como serie de Maclaurin
{\displaystyle \ln(1-x)=-\sum _{n=1}^{\infty }{\frac {x^{n}}{n}}=-x-{\frac {x^{2}}{2}}-{\frac {x^{3}}{3}}-\cdots }
{\displaystyle \ln(1+x)=\sum _{n=1}^{\infty }{\frac {(-1)^{n+1}}{n}}\;x^{n}=x-{\frac {x^{2}}{2}}+{\frac {x^{3}}{3}}-\cdots }
y convergen para {\displaystyle |x|<1}.

### Serie geométrica
La serie geométrica y sus derivadas tienen serie de Maclaurin
{\displaystyle {\begin{aligned}{\frac {1}{1-x}}&=\sum _{n=0}^{\infty }x^{n}\\{\frac {1}{(1-x)^{2}}}&=\sum _{n=1}^{\infty }nx^{n-1}\\{\frac {1}{(1-x)^{3}}}&=\sum _{n=2}^{\infty }{\frac {n(n-1)}{2}}\;x^{n-2}\end{aligned}}}
y todas convergen para {\displaystyle |x|<1}.

### Serie binomial
La serie binomial es la serie de potencias
{\displaystyle (1+x)^{\alpha }=\sum _{n=0}^{\infty }{\binom {\alpha }{n}}x^{n}}
cuyos coeficientes son los coeficientes binomiales generalizados
{\displaystyle {\binom {\alpha }{n}}=\prod _{k=1}^{n}{\frac {\alpha -k+1}{k}}={\frac {\alpha (\alpha -1)\cdots (\alpha -n+1)}{n!}}}
Converge para {\displaystyle |x|<1} para cualquier {\displaystyle \alpha \in \mathbb {R} }.

Cuando {\displaystyle \alpha =-1}, obtenemos la serie geométrica mencionada anteriormente

### Funciones trigonométricas
Las función trigonométricas usuales y sus inversas tienen como series de Maclaurin:
{\displaystyle {\begin{aligned}\operatorname {sen} x&=\sum _{n=0}^{\infty }{\frac {(-1)^{n}}{(2n+1)!}}\;x^{2n+1}\quad {\mbox{para toda }}x\\\cos x&=\sum _{n=0}^{\infty }{\frac {(-1)^{n}}{(2n)!}}\;x^{2n}\quad {\mbox{para toda }}x\\\tan x&=\sum _{n=1}^{\infty }{\frac {B_{2n}(-4)^{n}(1-4^{n})}{(2n)!}}\;x^{2n-1}\quad {\mbox{para }}|x|<{\frac {\pi }{2}}\\\sec x&=\sum _{n=0}^{\infty }{\frac {(-1)^{n}E_{2n}}{(2n)!}}\;x^{2n}\quad {\mbox{para }}\left|x\right|<{\frac {\pi }{2}}\\\csc x&=\sum _{n=1}^{\infty }{\frac {2(-1)^{n-1}(2^{2n-1}-1)B_{2n}x^{2n-1}}{(2n)!}}\quad {\mbox{para }}0<\left|{x}\right|<\pi \\{\text{arcsen }}x&=\sum _{n=0}^{\infty }{\frac {(2n)!}{4^{n}(n!)^{2}(2n+1)}}\;x^{2n+1}\quad {\mbox{para }}\left|x\right|<1\\\arccos x&={\frac {\pi }{2}}-{\text{arcsen }}x\\\arctan x&=\sum _{n=0}^{\infty }{\frac {(-1)^{n}}{2n+1}}\;x^{2n+1}\quad {\mbox{para }}\left|x\right|<1\end{aligned}}}
Todos los ángulos están expresados en radianes. Los números {\displaystyle B_{k}} son los números de Bernoulli mientas que {\displaystyle E_{k}} son los números de Euler.

### Funciones hiperbólicas
Las funciones hiperbólicas tienen como series de Maclaurin
{\displaystyle {\begin{aligned}{\text{senh }}x&=\sum _{n=0}^{\infty }{\frac {x^{2n+1}}{(2n+1)!}}\quad {\mbox{para toda }}x\\\cosh x&=\sum _{n=0}^{\infty }{\frac {x^{2n}}{(2n)!}}\quad {\mbox{para toda }}x\\\tanh x&=\sum _{n=1}^{\infty }{\frac {B_{2n}4^{n}(4^{n}-1)}{(2n)!}}\;x^{2n-1}\quad {\mbox{para }}\left|x\right|<{\frac {\pi }{2}}\\{\text{arcsenh }}x&=\sum _{n=0}^{\infty }{\frac {(-1)^{n}(2n)!}{4^{n}(n!)^{2}(2n+1)}}x^{2n+1}\quad {\mbox{para }}\left|x\right|<1\\{\text{arctanh }}x&=\sum _{n=0}^{\infty }{\frac {x^{2n+1}}{2n+1}}\quad {\mbox{para }}\left|x\right|<1\end{aligned}}}

donde los números {\displaystyle B_{k}} son los números de Bernoulli.

### Función W de Lambert
{\displaystyle W_{0}(x)=\sum _{n=1}^{\infty }{\frac {(-n)^{n-1}x^{n}}{n!}}\quad {\mbox{para }}\left|x\right|<{\frac {1}{e}}}

## Serie de Taylor en varias variables
La serie de Taylor se puede generalizar a funciones de más de una variable como
{\displaystyle {\begin{aligned}f(x_{1},\dots ,x_{d})&=\sum _{n_{1}=0}^{\infty }\cdots \sum _{n_{d}=0}^{\infty }{\frac {(x_{1}-a_{1})^{n_{1}}\cdots (x_{d}-a_{d})^{n_{d}}}{n_{1}!\cdots n_{d}!}}\left({\frac {\partial ^{n_{1}+\cdots +n_{d}}f}{\partial x_{1}^{n_{1}}\cdots \partial x_{d}^{n_{d}}}}\right)(a_{1},\dots ,a_{d})\\&=f(a_{1},\dots ,a_{d})+\sum _{j=1}^{d}{\frac {\partial f(a_{1},\dots ,a_{d})}{\partial x_{j}}}(x_{j}-a_{j})+{\frac {1}{2!}}\sum _{j=1}^{d}\sum _{k=1}^{d}{\frac {\partial ^{2}f(a_{1},\dots ,a_{d})}{\partial x_{j}\partial x_{k}}}(x_{j}-a_{j})(x_{k}-a_{k})\\&+{\frac {1}{3!}}\sum _{j=1}^{d}\sum _{k=1}^{d}\sum _{\varphi =1}^{d}{\frac {\partial ^{3}f(a_{1},\dots ,a_{d})}{\partial x_{j}\partial x_{k}\partial x_{\varphi }}}(x_{j}-a_{j})(x_{k}-a_{k})(x_{\varphi }-a_{\varphi })+\cdots \\\end{aligned}}}
Como ejemplo, para una función de 2 variables {\displaystyle f(x,y)}, la serie de Taylor de segundo orden alrededor del punto {\displaystyle (a,b)} es:
{\displaystyle f(a,b)+f_{x}(a,b)(x-a)+f_{y}(a,b)(y-b)+{\frac {1}{2}}\left(f_{xx}(a,b)(x-a)^{2}+2f_{xy}(a,b)(x-a)(y-b)+f_{yy}(a,b)(y-b)^{2}\right).}
donde los subíndices denotan las respectivas derivadas parciales, esto es 
{\displaystyle f(a,b)+{\frac {\partial f(a,b)}{\partial x}}(x-a)+{\frac {\partial f(a,b)}{\partial y}}(y-b)+{\frac {1}{2}}\left({\frac {\partial ^{2}f(a,b)}{\partial x^{2}}}(x-a)^{2}+2{\frac {\partial ^{2}f(a,b)}{\partial x\partial y}}(x-a)(y-b)+{\frac {\partial ^{2}f(a,b)}{\partial y^{2}}}(y-b)^{2}\right).}
Una expansión en serie Taylor de segundo orden para funciones escalares de más de una variable puede ser escrito de manera compacta como
{\displaystyle T(\mathbf {x} )=f(\mathbf {a} )+(\mathbf {x} -\mathbf {a} )^{T}Df(\mathbf {a} )+{\frac {1}{2}}(\mathbf {x} -\mathbf {a} )^{T}D^{2}f(\mathbf {a} )(\mathbf {x} -\mathbf {a} )+\cdots }
donde {\displaystyle Df(\mathbf {a} )} es el gradiente  de {\displaystyle f} en {\displaystyle \mathbf {x} =\mathbf {a} } y {\displaystyle D^{2}f(\mathbf {a} )} es la matriz hessiana. Otra forma:
{\displaystyle T(\mathbf {x} )=\sum _{|\alpha |\geq 0}^{}{{\frac {\mathrm {D} ^{\alpha }f(\mathbf {a} )}{\alpha !}}(\mathbf {x} -\mathbf {a} )^{\alpha }}}

## Aplicaciones
Además de la obvia aplicación de utilizar funciones polinómicas en lugar de funciones de mayor complejidad para analizar el comportamiento local de una función, las series de Taylor tienen muchas otras aplicaciones.
Algunas de ellas son: análisis de límites y estudios paramétricos de los mismos, estimación de números irracionales acotando su error, la regla de l'Hôpital para la resolución de límites indeterminados, estudio de puntos estacionarios en funciones (máximos o mínimos relativos o puntos sillas de tendencia estrictamente creciente o decreciente), estimación de integrales, determinación de convergencia y suma de algunas series importantes, estudio de orden y parámetro principal de infinitésimos, etc.

## ConjuntoOx,αn(h){\displaystyle O_{x,\alpha }^{n}(h)}de operadores fraccionales
El cálculo fraccional de conjuntos (Fractional Calculus of Sets (FCS)), mencionado por primera vez en el artículo titulado "Sets of Fractional Operators and Numerical Estimation of the Order of Convergence of a Family of Fractional Fixed-Point Methods", es una metodología derivada del cálculo fraccional. El concepto principal detrás del FCS es la caracterización de los elementos del cálculo fraccional utilizando conjuntos debido a la gran cantidad de operadores fraccionales disponibles. Esta metodología se originó a partir del desarrollo del método de Newton-Raphson fraccional  y trabajos relacionados posteriores.

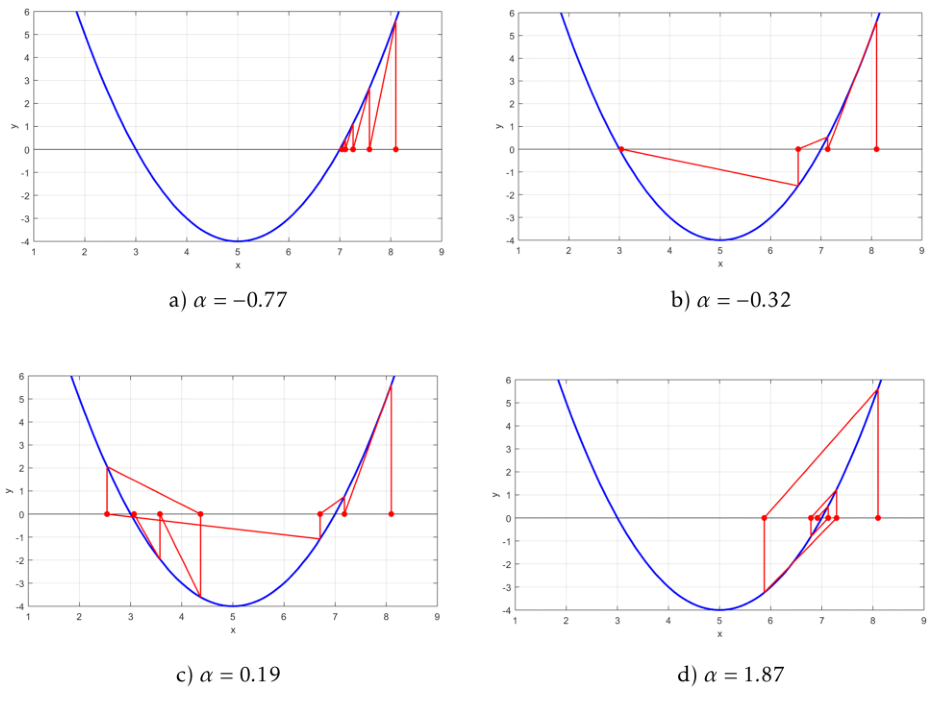
Ilustración de algunas líneas generadas por el método de Newton–Raphson fraccional para la misma condición inicial pero con diferentes órdenes del operador fraccional implementado. Fuente: [https://www.sciencedirect.com/science/article/abs/pii/S0096300322003058?via%3Dihub Applied Mathematics and Computation

El cálculo fraccional, una rama de las matemáticas que trata con derivadas de orden no entero, surgió casi simultáneamente con el cálculo tradicional. Esta emergencia fue en parte debido a la notación de Leibniz para derivadas de orden entero: {\displaystyle {\frac {d^{n}}{dx^{n}}}}. Gracias a esta notación, L'Hopital pudo preguntar en una carta a Leibniz sobre la interpretación de tomar {\displaystyle n={\frac {1}{2}}} en una derivada. En ese momento, Leibniz no pudo proporcionar una interpretación física o geométrica para esta pregunta, por lo que simplemente respondió a L'Hopital en una carta que «... es una aparente paradoja de la cual, algún día, se derivarán consecuencias útiles».
El nombre «cálculo fraccional» se origina a partir de una pregunta histórica, ya que esta rama del análisis matemático estudia derivadas e integrales de un cierto orden {\displaystyle \alpha \in \mathbb {R} }. Actualmente, el cálculo fraccional carece de una definición unificada de lo que constituye una derivada fraccional. En consecuencia, cuando no es necesario especificar explícitamente la forma de una derivada fraccional, típicamente se denota de la siguiente manera:
Los operadores fraccionales tienen varias representaciones, pero una de sus propiedades fundamentales es que recuperan los resultados del cálculo tradicional a medida que {\displaystyle \alpha \to n}. Considerando una función escalar {\displaystyle h:\mathbb {R} ^{m}\to \mathbb {R} } y la base canónica de {\displaystyle \mathbb {R} ^{m}} denotada por {\displaystyle \{{\hat {e}}_{k}\}_{k\geq 1}}, el siguiente operador fraccional de orden {\displaystyle \alpha } se define utilizando notación de Einstein:
Denotando {\displaystyle \partial _{k}^{n}} como la derivada parcial de orden {\displaystyle n} con respecto al componente {\displaystyle k}-ésimo del vector {\displaystyle x}, se define el siguiente conjunto de operadores fraccionales:
{\displaystyle O_{x,\alpha }^{n}(h):=\left\{o_{x}^{\alpha }:\exists o_{k}^{\alpha }h(x){\text{ y }}\lim _{\alpha \to n}o_{k}^{\alpha }h(x)=\partial _{k}^{n}h(x)\ \forall k\geq 1\right\},}
cuyo complemento es:
{\displaystyle O_{x,\alpha }^{n,c}(h):=\left\{o_{x}^{\alpha }:\exists o_{k}^{\alpha }h(x)\ \forall k\geq 1{\text{ y }}\lim _{\alpha \to n}o_{k}^{\alpha }h(x)\neq \partial _{k}^{n}h(x){\text{ para al menos un }}k\geq 1\right\}.}
Como consecuencia, se define el siguiente conjunto:

### Extensión a funciones vectoriales
Para una función {\displaystyle h:\Omega \subset \mathbb {R} ^{m}\to \mathbb {R} ^{m}}, el conjunto se define como:
donde {\displaystyle [h]_{k}:\Omega \subset \mathbb {R} ^{m}\to \mathbb {R} } denota el {\displaystyle k}-ésimo componente de la función {\displaystyle h}.

## ConjuntomSx,αn,γ(h){\displaystyle {}_{m}S_{x,\alpha }^{n,\gamma }(h)}de operadores fraccionales
Sea {\displaystyle \mathbb {N} _{0}} el conjunto {\displaystyle \mathbb {N} \cup \{0\}}. Si {\displaystyle \gamma \in \mathbb {N} _{0}^{m}} y {\displaystyle x\in \mathbb {R} ^{m}}, entonces es posible definir la siguiente notación multi-índice:
{\displaystyle \left\{{\begin{array}{c}{\begin{array}{ccc}\displaystyle \gamma !:=\prod _{k=1}^{m}[\gamma ]_{k}!,&|\gamma |:=\displaystyle \sum _{k=1}^{m}[\gamma ]_{k},&\displaystyle x^{\gamma }:=\prod _{k=1}^{m}[x]_{k}^{[\gamma ]_{k}}\end{array}}\\\displaystyle {\frac {\partial ^{\gamma }}{\partial x^{\gamma }}}:={\frac {\partial ^{[\gamma ]_{1}}}{\partial [x]_{1}}}{\frac {\partial ^{[\gamma ]_{2}}}{\partial [x]_{2}}}\cdots {\frac {\partial ^{[\gamma ]_{m}}}{\partial [x]_{m}}}\end{array}}\right..}
Entonces, considerando una función {\displaystyle h:\Omega \subset \mathbb {R} ^{m}\to \mathbb {R} } y el operador fraccional:
{\displaystyle s_{x}^{\alpha \gamma }\left(o_{x}^{\alpha }\right):=o_{1}^{\alpha [\gamma ]_{1}}o_{2}^{\alpha [\gamma ]_{2}}\cdots o_{m}^{\alpha [\gamma ]_{m}},}
se define el siguiente conjunto de operadores fraccionales:
{\displaystyle S_{x,\alpha }^{n,\gamma }(h):=\left\{s_{x}^{\alpha \gamma }=s_{x}^{\alpha \gamma }\left(o_{x}^{\alpha }\right)\ :\ \exists s_{x}^{\alpha \gamma }h(x)\ {\text{ con }}\ o_{x}^{\alpha }\in O_{x,\alpha }^{s}(h)\ \forall s\leq n^{2}\ {\text{ y }}\ \lim _{\alpha \to k}s_{x}^{\alpha \gamma }h(x)={\frac {\partial ^{k\gamma }}{\partial x^{k\gamma }}}h(x)\ \forall \alpha ,|\gamma |\leq n\right\}.}
De donde se obtienen los siguientes resultados:
{\displaystyle {\text{Si }}s_{x}^{\alpha \gamma }\in S_{x,\alpha }^{n,\gamma }(h)\ \Rightarrow \ \left\{{\begin{array}{l}\displaystyle \lim _{\alpha \to 0}s_{x}^{\alpha \gamma }h(x)=o_{1}^{0}o_{2}^{0}\cdots o_{m}^{0}h(x)=h(x)\\\displaystyle \lim _{\alpha \to 1}s_{x}^{\alpha \gamma }h(x)=o_{1}^{[\gamma ]_{1}}o_{2}^{[\gamma ]_{2}}\cdots o_{m}^{[\gamma ]_{m}}h(x)={\frac {\partial ^{\gamma }}{\partial x^{\gamma }}}h(x)\ \forall |\gamma |\leq n\\\displaystyle \lim _{\alpha \to q}s_{x}^{\alpha \gamma }h(x)=o_{1}^{q[\gamma ]_{1}}o_{2}^{q[\gamma ]_{2}}\cdots o_{m}^{q[\gamma ]_{m}}h(x)={\frac {\partial ^{q\gamma }}{\partial x^{q\gamma }}}h(x)\ \forall q|\gamma |\leq qn\\\displaystyle \lim _{\alpha \to n}s_{x}^{\alpha \gamma }h(x)=o_{1}^{n[\gamma ]_{1}}o_{2}^{n[\gamma ]_{2}}\cdots o_{m}^{n[\gamma ]_{m}}h(x)={\frac {\partial ^{n\gamma }}{\partial x^{n\gamma }}}h(x)\ \forall n|\gamma |\leq n^{2}\end{array}}\right..}
Como consecuencia, considerando una función {\displaystyle h:\Omega \subset \mathbb {R} ^{m}\to \mathbb {R} ^{m}}, se define el siguiente conjunto de operadores fraccionales:
{\displaystyle {}_{m}S_{x,\alpha }^{n,\gamma }(h):=\left\{s_{x}^{\alpha \gamma }\ :\ s_{x}^{\alpha \gamma }\in S_{x,\alpha }^{n,\gamma }\left([h]_{k}\right)\ \forall k\leq m\right\}.}

## ConjuntomTx,α∞,γ(a,h){\displaystyle {}_{m}T_{x,\alpha }^{\infty ,\gamma }(a,h)}de operadores fraccionales
Considerando una función {\displaystyle h:\Omega \subset \mathbb {R} ^{m}\to \mathbb {R} ^{m}} y el siguiente conjunto de operadores fraccionales:
{\displaystyle {}_{m}S_{x,\alpha }^{\infty ,\gamma }(h):=\lim _{n\to \infty }{}_{m}S_{x,\alpha }^{n,\gamma }(h).}
Entonces, tomando una bola {\displaystyle B(a;\delta )\subset \Omega }, es posible definir el siguiente conjunto de operadores fraccionales:
{\displaystyle {}_{m}T_{x,\alpha }^{\infty ,\gamma }(a,h):=\left\{t_{x}^{\alpha ,\infty }=t_{x}^{\alpha ,\infty }\left(s_{x}^{\alpha \gamma }\right)\ :\ s_{x}^{\alpha \gamma }\in {}_{m}S_{x,\alpha }^{\infty ,\gamma }(h)\ {\text{ y }}\ t_{x}^{\alpha ,\infty }h(x):=\sum _{|\gamma |=0}^{\infty }{\frac {1}{\gamma !}}{\hat {e}}_{j}s_{x}^{\alpha \gamma }[h]_{j}(a)(x-a)^{\gamma }\right\},}
el cual permite generalizar la expansión en serie de Taylor de una función vectorial en notación multi-índice. Como consecuencia, es posible obtener el siguiente resultado:
{\displaystyle {\text{Si }}t_{x}^{\alpha ,\infty }\in {}_{m}T_{x,\alpha }^{\infty ,\gamma }(a,h)\Rightarrow \left\{{\begin{array}{rl}t_{x}^{\alpha ,\infty }h(x)=&\displaystyle {\hat {e}}_{j}[h]_{j}(a)+\sum _{|\gamma |=1}{\frac {1}{\gamma !}}{\hat {e}}_{j}s_{x}^{\alpha \gamma }[h]_{j}(a)(x-a)^{\gamma }+\sum _{|\gamma |=2}^{\infty }{\frac {1}{\gamma !}}{\hat {e}}_{j}s_{x}^{\alpha \gamma }[h]_{j}(a)(x-a)^{\gamma }\\=&\displaystyle h(a)+\sum _{k=1}^{n}{\hat {e}}_{j}o_{k}^{\alpha }[h]_{j}(a)\left[(x-a)\right]_{k}+\sum _{|\gamma |=2}^{\infty }{\frac {1}{\gamma !}}{\hat {e}}_{j}s_{x}^{\alpha \gamma }[h]_{j}(a)(x-a)^{\gamma }\end{array}}\right..}